# Средигорне
Средиго́рне (каз. Средигорное) — село у складі Алтайського району Східноказахстанської області Казахстану. Адміністративний центр Средигорненського сільського округу.
Населення — 535 осіб (2021; 743 у 2009, 963 у 1999, 1065 у 1989).
Національний склад станом на 1989 рік:
- росіяни — 68 %
- казахи — 27 %